# Rafael Yáñez Sosa
Rafael Yáñez Sosa är en ort i Mexiko.   Den ligger i kommunen Fresnillo och delstaten Zacatecas, i den centrala delen av landet, 600 km nordväst om huvudstaden Mexico City. Rafael Yáñez Sosa ligger 2 093 meter över havet och antalet invånare är 2 085.
Terrängen runt Rafael Yáñez Sosa är en högslätt. Runt Rafael Yáñez Sosa är det ganska glesbefolkat, med 24 invånare per kvadratkilometer. Rafael Yáñez Sosa är det största samhället i trakten. Omgivningarna runt Rafael Yáñez Sosa är i huvudsak ett öppet busklandskap.